# Upstairs at Eric's
Upstairs at Eric's är ett musikalbum från 1982 av den brittiska syntpopgruppen Yazoo. Det var gruppens debutalbum och släpptes i Storbritannien den 20 augusti 1982 på skivbolaget Mute Records.

## Låtlista
| 1. | Don't Go                  | 3:08 |
| 2. | Too Pieces                | 3:14 |
| 3. | Bad Connection            | 3:20 |
| 4. | I Before E Except After C | 4:36 |
| 5. | Midnight                  | 4:22 |
| 6. | In My Room                | 3:52 |

| 7.           | Only You                        | 3:14  |
| 8.           | Goodbye 70's                    | 2:35  |
| 9.           | Tuesday                         | 3:22  |
| 10.          | Winter Kills                    | 4:06  |
| 11.          | Bring Your Love Down (Didn't I) | 4:40  |
| Total längd: | Total längd:                    | 40:29 |